# John Macdougall, Lord of Lorne
John Macdougall, Lord of Lorne (auch John of Lorne oder John Galida (schottisch-gälisch „der Fremde“); † nach 1371) war ein schottischer Adliger.

## Herkunft

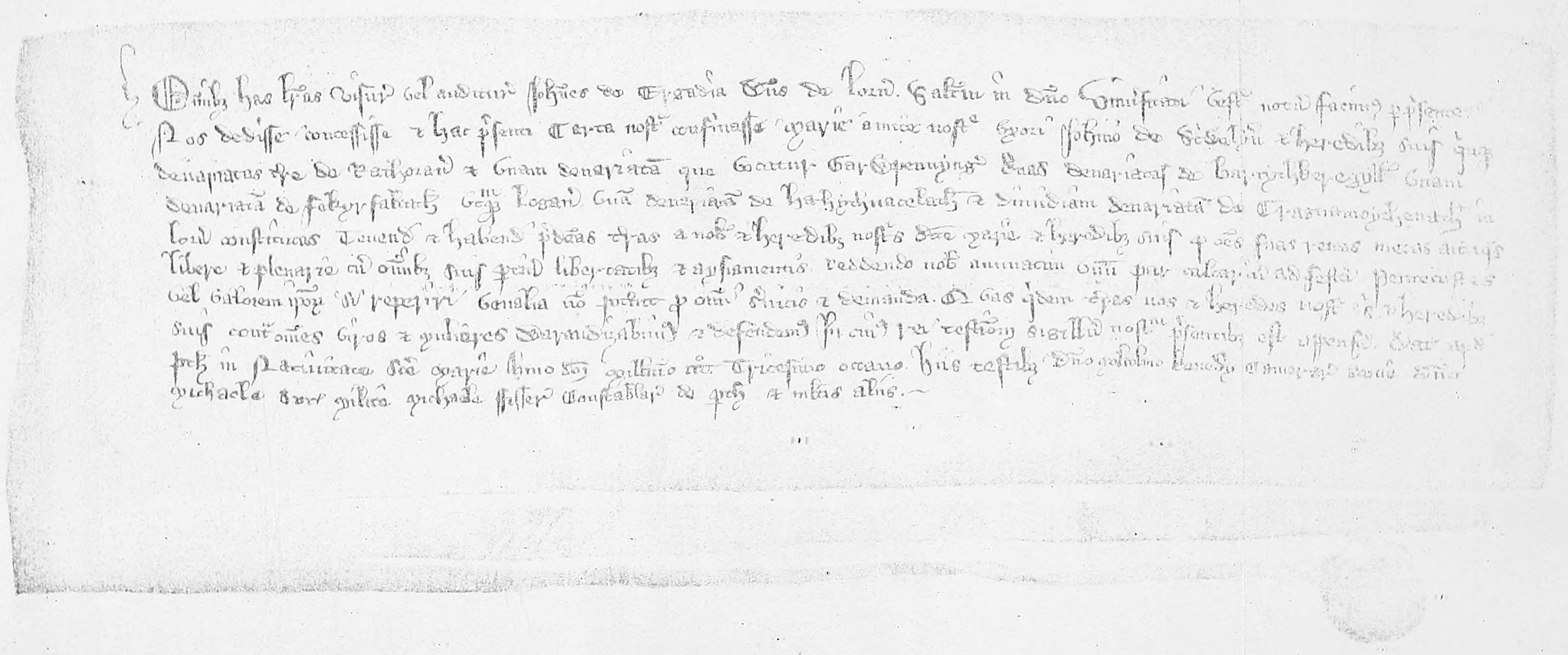
Faksimilie einer 1338 von John of Lorne ausgestellten Urkunde

John Macdougall entstammte der Familie Macdougall, einer der führenden Adelsfamilien der westschottischen Inseln. Sein gleichnamiger Großvater John Macdougall war 1308 vor König Robert I. geflohen und nach 1316 im englischen Exil gestorben. Der schottische König hatte Argyll und die anderen Besitzungen der Macdougalls beschlagnahmt und an seine Anhänger verteilt. Ein Teil der Besitzungen fiel an die Macdonalds, die schon lange Rivalen der Macdougalls in Westschottland Inseln waren. John of Lorne war ein Sohn von Alan Macdougall, dem zweiten Sohn von John Macdougall.

## Rückkehr nach Schottland während des Zweiten Schottischen Unabhängigkeitskriegs
Während des Zweiten Schottischen Unabhängigkeitskriegs kam er spätestens 1338 im Gefolge des von England unterstützten Thronanwärters Edward Balliol nach Schottland und beanspruchte den Titel Lord of Argyll. Bereits sein Onkel Ewen Macdougall hatte während des Zweiten Schottischen Unabhängigkeitskriegs 1332 vergeblich versucht, die Herrschaft in Argyll zurückzugewinnen. Unter ungeklärten Umständen konnte John Macdougall tatsächlich in Argyll Fuß fassen und Lorne und weitere Besitzungen erwerben. Es gelang ihm aber bei weitem nicht, den alten Einfluss und Besitz der Familie zurückzugewinnen. Er heiratete Jonet Isaac, eine Tochter von Thomas Isaac und Mathilda Bruce. Mathilda Bruce war eine Tochter des schottischen Königs Robert I. und damit eine Schwester von König David II. Am 8. September 1354 konnte er sich mit John Macdonald, Lord of Islay, dem Führer der Macdonalds, aussöhnen. John Macdonald erkannte Macdougall als Lord of Lorne an, während Macdougall Macdonald als Lord of the Isles anerkannte. Er schloss auch Frieden mit David III. und nahm am 6. März 1369 am Parlament in Perth teil. Er starb 1371 oder wenig später.

## Nachkommen und Erbe
Mit seiner Frau Jonet hatte er zwei Töchter:
- Isabel MacDougall ⚭ Sir John Stewart of Innermeath
- Jonet Macdougall ⚭ Sir Robert Stewart of Durrisdeer

Seine beiden Töchter heirateten die Brüder John und Robert Stewart. Macdougalls Besitzungen in Lorne fielen an seine Tochter Isabel und deren Nachfahren. Daneben hatte Macdougall offenbar einen Sohn namens Alan, der vielleicht aber unehelich war. Dieser Alan war vermutlich der Ahnherr der Clan Chiefs der Macdougalls, auch wenn oft behauptet wird, dass diese von Duncan, einem Bruder von Alexander Macdougall abstammten.